# کونست
کونست (به انگلیسی: Consett) یک شهرک در بریتانیا است که در کانتی دورام واقع شده‌است. کونست ۲۴٬۸۲۸ نفر جمعیت دارد.